# Luis Coronel de Palma
Luis Coronel de Palma, (Madrid, 1925-ibid., 28 de agosto de 2000) fue un economista y diplomático español que ocupó el cargo de gobernador del Banco de España entre 1970 y 1976, durante los últimos años del Franquismo.

## Biografía
Licenciado en Derecho, aprobó las oposiciones para notario y el Cuerpo de Abogados del Estado. Miembro de la Asociación Católica Nacional de Propagandistas, durante el franquismo, entre otros cargos, lo nombraron jefe del gabinete técnico del Ministerio de Hacienda y subdirector general de ahorro e inversiones. De 1961 a 1971 también fue procurador en Cortes designado por la Organización Sindical.
Entre 1970 y 1976 ocupó el cargo de gobernador del Banco de España. Durante su mandato como gobernador del Banco de España (1970-1976), Coronel de Palma formó parte del equipo que implementó el Plan de Estabilización Económica, una serie de reformas destinadas a liberalizar y modernizar la economía española.
De 1976 a 1977 fue embajador de España en México. Al volver fue nombrado director general de la Confederación Española de Cajas de Ahorros, cargo del que dimitió en 1983, y en 1980 director de Finanzauto.
En 1986 fue nombrado vicepresidente del Banco Central (Alfonso Escámez era presidente), cargo que ocupó hasta su fusión con el Banco Hispano Americano en 1991. Desde 1991 hasta su jubilación en 1997 figurar como vicepresidente del Banco Central Hispano. Además, también fue vicepresidente de Unión Fenosa y presidente de Cristaleria Española.
Desde el 20 de diciembre de 1968 fue miembro correspondiente de la Real Academia de Ciencias Económicas y Financieras. Perteneció también a la Cruz Roja y a la Asociación Española Contra el Cáncer. Entre otros reconocimientos, fue condecorado con la Gran Cruz de Isabel la Católica, la Gran Cruz del Mérito Civil y la Gran Cruz del Mérito Militar.
Fue nombrado en 1980 vocal del Real Patronato del Museo del Prado.
En el ámbito académico, fue profesor en la Universidad de Madrid y conferenciante en diversas instituciones, incluyendo las Cámaras de Comercio de España en Nueva York, Zúrich y Milán, así como en las universidades de Santander, Barcelona y Lima.

## Reconocimientos
- Gran Cruz de la Orden del Mérito Civil (1963)
- Gran Cruz de la Orden del Mérito Militar, con distintivo blanco (1964)
- Gran Cruz de la Orden de Isabel la Católica (1974)
- Gran Cruz de la Orden Civil del Mérito Agrícola (1977)
- Orden Mexicana del Águila Azteca
- Orden del Mérito de la República Italiana
- Comendador de la Legión de Honor
- Tambor de oro (1978)